# Республика Египет (1953—1958)
Республика Египет (араб. جمهورية مصر, Gumhūrīyat Masr‎) — официальное название Египта в период с отмены египетско-суданской монархии в 1953 году до объединения Египта и Сирии в Объединённую Арабскую Республику в 1958 году.
Провозглашение республики  произошло после египетской революции 1952 года, вызванной непопулярностью короля Фарука I, который имел весьма шаткие позиции после поражения в арабо-израильской войне 1947—1949 годов. С провозглашением республики, Мохаммед Нагиб был приведён к присяге как первый президент Египта, и пробыл в этой должности полтора года, прежде чем его вынудили уйти в отставку коллеги-революционеры. После отставки Нагиба, должность президента была вакантной до избрания Гамаля Абделя Насера в 1956 году. Насер был президентом до своей смерти в 1970 году.